# Carlos de Hesse-Cassel
Carlos de Hesse-Cassel (19 de dezembro de 1744 - 17 de agosto de 1836) foi um membro menor da Casa de Hesse-Cassel e um marechal-de-campo dinamarquês. Criado na Dinamarca pelos seus parentes da corte dinamarquesa, Carlos passou grande parte da sua vida nesse país, prestando serviço como governador real dos ducados de Schleswig-Holstein entre 1769 e 1836.

## Família
Carlos era o terceiro filho do conde Frederico II de Hesse-Cassel e da sua esposa, a princesa Maria da Grã-Bretanha. Entre os seus irmãos estava o eleitor Guilherme I de Hesse. Os seus avós paternos eram o conde Guilherme VIII de Hesse-Cassel e a duquesa Doroteia Guilhermina de Saxe-Zeitz. Os seus avós maternos eram o rei Jorge II da Grã-Bretanha e a marquesa Carolina de Ansbach. Uma das suas tias era a rainha Luísa da Dinamarca.

## Primeiros anos

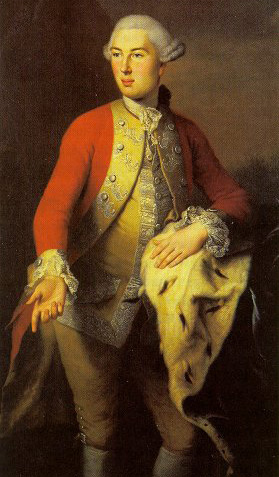
O conde Carlos na sua juventude.

O pai de Carlos, o futuro conde Frederico II de Hesse-Cassel que governou entre 1760 e 1785, deixou a família em 1747 para se converter ao catolicismo em 1749. Em 1755 terminou formalmente o seu casamento com a mãe de Carlos. O seu avô, o conde Guilherme VII, ofereceu o condado de Hanau e os seus rendimentos a Maria e aos seus filhos.
O jovem príncipe Carlos e os seus dois irmãos, Guilherme e Frederico, foram educados pela sua mãe e acolhidos pelos seus parentes protestantes desde 1747.
Em 1756, Maria mudou-se para a Dinamarca para cuidar dos filhos menores da sua irmã, a rainha Luísa, que tinha morrido em 1751. Consigo levou os seus filhos que foram educados na corte real do Palácio de Christiansborg em Copenhaga. Os príncipes de Hesse acabariam por assentar na Dinamarca, tendo-se tornado membros importantes da nobreza e funcionários reais. Apenas o irmão mais velho, Guilherme, regressou a Hesse em 1785 quando herdou o estado.

## Primeiros anos de carreira
Carlos iniciou uma carreira militar na Dinamarca. Em 1758, foi nomeado coronel, aos vinte anos tornou-se general-major e, em 1765, ficou a cargo da artilharia. Depois de o seu primo, o rei Cristiano VII, ascender ao trono em 1766, foi nomeado general-tenente, comandante da Guarda Real, cavaleiro da Ordem do Elefante e membro do Conselho de Estado. Também em 1766 foi nomeado governador-geral da Noruega, uma posição que manteve até 1768, mas de que foi acima de tudo titular, visto que nunca esteve na Noruega durante este período.
Em 1763, o seu irmão mais velho, Guilherme, casou-se com a prima direita de ambos, a princesa Guilhermina Carolina da Dinamarca. Seguindo as pisadas do irmão, Carlos casou-se a 30 de Agosto de 1766 com a princesa Luísa da Dinamarca, também sua prima direita, tornando-se assim cunhado do seu primo Cristiano VII. O casamento celebrou-se mesmo apesar da desconfiança de muitos que acusavam Carlos de deboche e de ser uma má influência para o rei.
Pouco depois, Carlos perdeu a sua posição na corte e, no inicio de 1767, deixou Copenhaga na companhia de Luísa para ir viver com a mãe em Hanau. Foi aí que nasceu a sua primeira filha, Maria Sofia, em 1767, seguida de um rapaz, Guilherme, em 1769.
Em 1768, Carlos comprou terras em Offenbach-Rumpenheim da família Edelsheim. Em 1771 mandou expandir a mansão que lá tinha, tornando-a num castelo e residência de verão. A sua mãe Maria viveu no palácio até à sua morte em 1772. Em 1781, Carlos vendeu o Palácio de Rumpenheim ao seu irmão mais novo, Frederico.

## Governador de Schleswig-Holstein

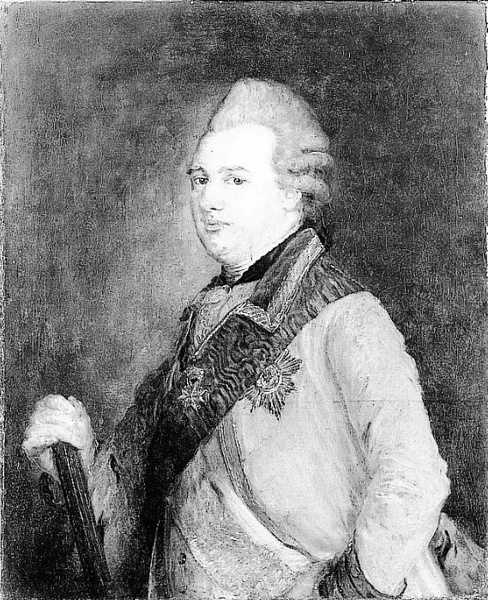
Carlos de Hesse-Cassel

Em 1769, o príncipe Carlos de Hesse foi nomeado governador-real dos ducados de Schleswig-Holstein em nome do governo do seu cunhado Cristiano VII. Carlos passou a residir no Castelo de Gottorp em Schleswig com a sua família. Foi aí que teve o seu terceiro filho, Frederico, em 1771.
Em 1770, o rei Cristiano VII ofereceu à irmã o estado de Tegelhof em Güby entre a cidade de Schleswig e Eckernförde. Entre 1772 e 1776, Carlos mandou construir uma residência de verão lá à qual deu o nome de Louisenlund em honra da sua esposa.
Em Setembro de 1772, Carlos foi nomeado comandante-em-chefe do exército norueguês e mudou-se para Christiana com a sua esposa. Esta nomeação chegou como consequência do golpe de estado do rei Gustavo III da Suécia a 19 de Agosto de 1772 e a subsequente ameaça de guerra com a Suécia. Enquanto estava na Noruega, Luísa deu à luz a quarta filha do casal, Juliana, em 1773. Apesar de Carlos ter regressado a Schleswig-Holstein em 1774, continuou a cumprir a sua função de comandante-em-chefe do exército norueguês até 1814. Quando regressou da Noruega foi nomeado marechal-de-campo.
Durante a Guerra de Sucessão da Baviera de 1778-79, Carlos foi voluntário no exercito de Frederico, o Grande e conquistou a confiança do rei prussiano. Uma vez, quando Frederico estava a criticar o cristianismo, reparou que Carlos gostou pouco dos seus comentários. Em resposta à pergunta do rei sobre o que se passava, o conde disse: "Senhor, tenho tanta certeza de que, tal como tenho a honra de o estar a ver neste momento, Jesus Cristo existiu e morreu por nós como nosso Salvador na cruz." Depois de um momento de surpresa em que permaneceu em silêncio, o rei declarou: "É o primeiro homem que alguma vez demonstrou tal crença na minha presença."
Em 1788, o ataque sueco à Rússia durante a Guerra Russo-Sueca forçou a Dinamarca-Noruega a declarar guerra à Suécia de acordo com o tratado de obrigação com a Rússia de 1773. Carlos foi o comandante do exército norueguês que invadiu a Suécia por um breve período de tempo através de Bohuslän e venceu a Batalha da Ponte de Kvistrum. O exército estava a cercar Gothenburg quando o tratado de paz foi assinado a 9 de Julho de 1789 depois de uma intervenção diplomática da Grã-Bretanha e da Prússia que pôs um ponto final da guerra. A 12 de Novembro o exército norueguês regressou à Noruega. Durante a retirada o exército perdeu entre 1500 e 3000 mil homens de fome, doença, más condições sanitárias e exposição contínua à chuva de outono. Carlos foi depois criticado pelo seu comando na campanha e apesar de continuar a prestar serviço como comandante-em-chefe, tinha perdido a sua popularidade na Noruega.
Quando o príncipe-herdeiro e regente da Dinamarca, o futuro rei Frederico VI, se casou com a filha mais velha de Carlos, Maria Sofia, em 1790, o conde fez várias tentativas falhadas de se tornar uma figura influente no governo do regente.
Carlos era um grande mecenas do teatro e da opera e tinha o seu próprio teatro em Schleswig onde se envolvia intensamente.
Durante as Invasões Napoleónicas foi comandante do exército que ocupou por um breve período Hamburgo e Lübeck em 1801.
A 25 de janeiro de 1805 recebeu o título de "Conde de Hesse" do seu irmão mais velho que tinha recebido o título superior de Príncipe-Eleitor do Sacro-Império Romano-Germânico.
Em 1807, a mansão e vila de Gereby perto de Kappeln foi rebaptizada de Carlsburg em honra de Carlos que a tinha comprado em 1785 e abolido a escravidão da região em 1790.
Após a morte do seu parente distante, Friedrich Wilhelm von Hessenstein, Carlos herdou o estado de Panker em Holstein em 1808.
Em 1814 foi nomeado general-de-campo e, em 1816, grande comendador da Ordem Real do Dannebrog.
A princesa Luísa morreu no Castelo de Gottorp a 12 de Janeiro de 1831. O conde Carlos seguiu-a a 17 de agosto de 1836 no castelo de Louisenlund em Schleswig.